# Heterostylum bicolor
Heterostylum bicolor är en tvåvingeart som först beskrevs av Friedrich Hermann Loew 1861.  Heterostylum bicolor ingår i släktet Heterostylum och familjen svävflugor.
Artens utbredningsområde är Kuba. Inga underarter finns listade i Catalogue of Life.